# Appercepció
Az appercepció a percepcióhoz (észlelés) hasonlóan az embert körülvevő világ megértéséhez, értelmezéséhez nélkülözhetetlen mentális folyamat. Az appercepció a filozófiában, pszichológiában és episztemológiában használatos szakkifejezés.

## Filozófiai értelemben vett jelentése
Az appercepció egy mentális processzió (folyamat), amely során a percipiált információ a (szubjektív) tudatban már létező és szisztematizált (percepciós folyamat útján odakerült) adat koncepciójával asszimilálódik, ezáltal jelentést tulajdonítunk neki.
Az appercepció (franciául aperception) szót legelőször René Descartes használta Traité des passions c. könyvében, de Leibniz volt az, aki révén a kifejezés széles körben elterjedhetett, bár még nála is egy sokkal kezdetlegesebb jelentéssel bírt, mint amilyen értelemben ma használjuk.
Kant esetében már egy pontosabban definiált szakszóról beszélünk. Megkülönböztetett  empirikus és transzcendentális appercepciót, ez utóbbi Kant érvelését követve az öntudattal azonos jelentésű szó.

## Etimológia
A szó a latin 'ad' (valami felé) és 'percipere' (észlelni, érzékelni) elöljárószóból és névszóból áll.

## Fordítás
Ez a szócikk részben vagy egészben  az   Apperception című angol Wikipédia-szócikk ezen változatának fordításán alapul.  Az eredeti cikk szerkesztőit annak laptörténete sorolja fel. Ez a jelzés csupán a megfogalmazás eredetét és a szerzői jogokat jelzi, nem szolgál a cikkben szereplő információk forrásmegjelöléseként.